# La colomba/Anch'io mi ricorderò
La colomba/Anch'io mi ricorderò è un singolo di Sergio Endrigo, pubblicato nel 1968.

## Descrizione
Il brano sul lato A è la cover di Se equivocò la paloma, scritto da Carlos Guastavino e Rafael Alberti, di cui Endrigo scrisse il testo in italiano, mentre il brano sul lato B è un omaggio a Che Guevara.
Nel retro della copertina è riportato il testo in spagnolo della poesia Alberti.
Entrambi i brani sono arrangiati da Giancarlo Chiaramello e sono inseriti nell'album Endrigo, pubblicato nello stesso anno.

## Tracce
LATO A
1. La colomba (testo: Sergio Endrigo, Rafael Alberti – musica: Carlos Guastavino)

LATO B
1. Anch'io mi ricorderò (Sergio Endrigo)